# Pollenanalyse im Lough Sheeauns
Koordinaten: 53° 33′ 24″ N, 10° 4′ 35″ W
Die Pollenanalyse im Lough Sheeauns erfolgte östlich von Cleggan im Nordwesten von Connemara im County Galway in Irland. Der See hat ungefähr 100 m Durchmesser und liegt inmitten einer Konzentration neolithischer Megalithanlagen. Ein Portal Tomb liegt nur 50 m vom Seeufer entfernt. Innerhalb eines Radius von weniger als einem Kilometer sind fünf weitere Anlagenstandorte verzeichnet.
Wegen der Nähe vorgeschichtlicher Anlagen zum See wurde angenommen, dass die Sedimente Aufschlüsse über die frühen Aktivitäten enthalten. Das Studium der Ablagerungen erbrachte tatsächlich Anhaltspunkte im Hinblick auf die Artenzusammensetzung, das Alter und die Dauer der jungsteinzeitlichen Landwirtschaft und ihre Auswirkungen auf die Vegetation.
Das Pollendiagramm präsentierte eine Reihe interessanter Merkmale. Nur vereinzelt wurden Getreidepollen verzeichnet. Auffallend war die Verbreitung von Gräsern, Wegerich, Adlerfarn, Löwenzahn, Gänseblümchen und Ampfer. Mit ihrer Ausdehnung korrespondiert jeweils ein Rückgang der Pollen von Eiche, Ulme und Haselnuss. Die Zeitskala dieser Vorgänge basiert auf einer Folge von Daten aus dem Sediment und verweist in die frühe Jungsteinzeit.
Die Bevölkerung rodete die Waldfläche in der Nähe des Sees. Geringe Mengen von Getreidepollen zeigen, dass die Getreideproduktion (der Boden ist nicht besonders gut geeignet) eine kleinere Rolle in der Landwirtschaft spielte als angenommen und zumindest hier eher Viehwirtschaft, also pastorale oder transhumante Landwirtschaft betrieben wurde. Dabei muss berücksichtigt werden, dass sich die Pollen von Getreide nicht weit verbreiten und eher unterrepräsentiert sind. Es war auch von Interesse, dass Kohleteilchen oder Ruß im Sediment nicht vorkamen, so dass Brandrodung auszuschließen war. Im Unterschied dazu erbrachten Funde von Holzkohle auf dem durch Torf konservierten frühjungsteinzeitlichen Wohnplatz bei Ballynagilly, im County Tyrone, Hinweise auf Brandrodung.
Es wird angenommen, dass die Degeneration der Böden weitere Rodungen zur Folge hatte und die aufgegebenen Flächen beweidet wurden, so dass die erneute Bewaldung vermieden wurde. Damit entstand die Möglichkeit einer eher halbnomadischen Landwirtschaft. Dies trifft am Lough Sheeauns eindeutig nicht zu. Heidekräuter und Riedgräser, die üblichen Anzeichen der Degeneration sind nicht sehr zahlreich und die chemischen Merkmale des Bodensatzes im See zeigen keine Veränderung an. Es wurde festgestellt, dass die intensivere Landwirtschaftsperiode nur 150 Jahre andauerte. Innerhalb der folgenden 200 Jahre hatte sich die Waldfläche vollständig regeneriert. Nachdem die Walderneuerung vollendet war, gibt es eine Lücke von 670 Jahren, bevor wieder menschliche Aktivität im Sediment zu registrieren ist. Dies bedeutet nicht, dass das es keine menschliche Anwesenheit in dem Gebiet gab, es zeigt aber, dass Eingriffe in die Waldfläche innerhalb eines Gürtels von einem Kilometer um den See nicht stattfanden.